# استند (نهبندان)
استند یا ایستین روستایی در دهستان نه بخش مرکزی شهرستان نهبندان استان خراسان جنوبی ایران است. بر پایه سرشماری عمومی نفوس و مسکن در سال ۱۳۹۰ جمعیت این روستا ۲۱۸ نفر (در ۵۶ خانوار) بوده است.